# Армијски генерал
Армијски генерал је четврти генералски војни чин у многим армијама света. Еквивалент овог ранга је чин генерала са четири звездице у Уједињеном Краљевству, САД, Грчкој, итд. или чин генерал-пуковника и генерала армије у Русији и Совјетском Савезу, итд. Чин армијског генерала први пут је установљен у Француској у XVIII веку.
У војсци Краљевине Србије овај чин уведен је први пут изменама у закону о Устројству војске из 1886. године, које су донете 1900. године. Тада је уз постојећи генералски чин уведен виши степен, чин армијског генерала. У овај чин је унапређен само краљ Милан, за заслуге у реформи војске и само он га је носио. У том периоду армијски генерал је био највиши и почасни чин. Смрћу краља Милана 1901. године, чин армијски генерал је укинут а уведен је нови највиши ратни чин војвода.
Чин армијског генерала поново је уведен у Краљевини Југославији као као трећи генералски чин и постојао је од 1923. до 1945. године. Уведен Законом о војсци и морнарици од 19. јула 1923. године. Према тадашњем правилнику о унапређењима генерала, у чин армијског генерала могао је бити унапређен сваки дивизијски генерал који поред општих услова, морао провести у свом чину најмање четири године. Такође је морао успешно командовати дивизијском облашћу најмање годину дана. У ваздухопловству је за овај чин било потребно да кандидат командује ваздухопловним дивизијама. У овај чин су унапређени Начелници Главног генералштаба и министри војске и морнарице. У морнарици Краљевине Југославије чин армијског генерала одговарао је чину адмирала. Током Другог светског рата, на територији Југославије, чин армијског генерала су користили једино припадници Југословенске војске у отаџбини док су друге формације попут партизана и усташа усвојиле германско-руски систем рангирања.
У данашњем облику 18 земаља широм света има чин армијског генерала у својој војсци под тим називом. Нижи ранг у Француској војсци је корпусни генерал. У данашњој Војсци Србије, еквивалент армијског генерала је чин генерал.

## Еполете разних земаља
- Армијски генерал Боливије.
- Армијски генерал Бразила.
- Армијски генерал Кубе.
- Армијски генерал Еквадора.
- Армијски генерал Никарагве.
- Армијски генерал Перуа.
- Армијски генерал Парагваја.
- Армијски генерал Француске.
- Армијски генерал Француског Ваздухопловства.
- Армијски генерал Чилеа.
- Армијски генерал Шпаније.
- Армијски генерал Шпанског Ваздухопловства.
- Армијски генерал Камеруна.
- Армијски генерал Централноафричке републике.
- Армијски генерал Гвинеје.
- Армијски генерал Обале Слоноваче.
- Армијски генерал Мадагаскара.
- Армијски генерал Марока.
- Армијски генерал Буркине Фасо.
- Армијски генерал Чехословачке.